# LCG Entertainment
 (septembre 2021).
Le contenu est difficilement compréhensible vu les erreurs de traduction, qui sont peut-être dues à l'utilisation d'un logiciel de traduction automatique.
LCG Entertainment, Inc., faisant affaire sous le nom de Telltale Games, est un éditeur américain de jeux vidéo basé à Malibu, en Californie.
La société a été créée après la faillite du Telltale Games original en octobre 2018 et ont été contraints de fermer et de vendre des actifs. LCG Entertainment avait pu acquérir les droits sur une grande partie des propriétés intellectuelles (IP) originale de Telltale, y compris la marque, les jeux et les licences de jeu, et a annoncé en août 2019 qu'ils ramèneraient les anciens titres de Telltale Games.

## Histoire

### Fondateurs
Le Telltale Games original étaient devenus un studio établi dans la production de jeux d'aventure épisodiques. Bien que ses premiers titres aient été de modestes succès, le studio avait connu du succès avec la sortie de la propriété sous licence The Walking Dead en 2012. The Walking Dead a aidé Telltale à établir des licences majeures d'autres franchises, parmi lesquelles Batman et la bande dessinée Fables. 
Alors que le studio a continué de s'appuyer sur ses succès, la période qui a précédé 2016 a créé de nombreux conflits internes au sein de Telltale, se concentrant sur la quantité de titres sortis plutôt que sur la qualité, et a conduit à des ventes sous-performantes de titres produits à la hâte. Un changement majeur de leadership s'est produit en 2017 pour tenter de recentrer l'entreprise sur l'amélioration de la qualité, avec The Walking Dead : L'Ultime Saison (la quatrième de la série) visant à démontrer cette nouvelle approche tandis que l'entreprise travaillait à l'amélioration de leur situation financière. Cependant, après la conclusion de quelques accords majeurs en septembre 2018, Telltale a annoncé sa fermeture immédiate, annulant tous les projets en cours et, en octobre 2018, avait déposé sa demande de cession. Plusieurs des propriétés sous licence ont été reprises par leurs propriétaires ; notamment les jeux The Walking Dead ont été acquis par Skybound Entertainment, et la société a fait appel à une grande partie de l'ancien personnel de Telltale pour terminer la saison finale en 2019,.
LCG Entertainment a été constituée en vertu de la loi du Delaware General Corporation le 27 décembre 2018, Jamie Ottilie et Brian Waddle agissant respectivement en tant que chef de la direction et chef des revenues. En février 2019, la société a commencé à négocier avec Sherwood Partners, la société gérant la liquidation des propriétés de Telltale, pour acquérir une grande partie des licences et jeux Telltale restants. Les négociations ont duré plus de six mois, compliquées par le nombre d'entreprises concernées par les droits de propriété intellectuelle. LCG a réalisé un certain nombre d'investissements pour garantir l'achat, notamment Athlon Games et Chris Kingsley, Lyle Hall et Tobias Sjögren. L'acquisition a été finalisée en août 2019. 
Le 28 août 2019, LCG a annoncé publiquement l'acquisition d'une grande partie des actifs de Telltale Games et qu'elle ferait désormais affaire sous le nom de Telltale Games. L'entreprise prévoyait notamment de republier le catalogue de Telltale Games qu'elle avait acquis, en collaboration avec Athlon Games en tant que partenaire d'édition. L'entreprise avait également cherché à ramener d'anciens employés de Telltale pour soutenir ces efforts. Par la suite, la société a pris en charge le support de publication actuel des jeux auxquels elle a acquis la licence pour des plateformes numériques telles que Steam. 
Une certaine inquiétude a été soulevée à propos de cette annonce dans l'industrie du jeu, certains estimant que la nouvelle société devrait payer toutes les dettes contractées envers l'ancien personnel de Telltale Games ou offrir des postes à tous les anciens employés, tandis que d'autres avaient appelé au boycott de tous les jeux sortis par cette société. Ottilie a souligné qu'il n'avait aucun lien avec aucun des anciens dirigeants de Telltale et n'était pas en position financière pour répondre à certaines de ces demandes, déclarant "nous ne pouvons pas réparer les torts de l'ancienne société". L'objectif de l'entreprise était de commencer petit avec un personnel d'environ 30 à 35 personnes d'ici la fin de 2020, en utilisant le travail indépendant et l'externalisation jusqu'à ce que l'entreprise s'établisse, puis de se développer. Ottilie a demandé aux critiques de leur donner une chance, « Donnez-nous un peu de temps pour monter en puissance et ensuite nous juger par le travail que nous faisons, pas par un passé sur lequel nous n'avions ni part ni contrôle. » Pour éviter les problèmes qui affligeaient l'ancien Telltale, Ottilie a déclaré qu'ils veilleront à ce que leurs pratiques commerciales soient durables, ne se développant pas trop rapidement pour pouvoir mieux gérer les coûts. La nouvelle société veut éviter un environnement de « crunch », « en adoptant une approche mesurée et méthodique de la croissance afin de garantir que nous pouvons fournir un environnement de travail stable et sans crise. Nous intégrons cela dans notre culture dès le départ. »
Ottilie a également déclaré que bien qu'ils envisagent de rester avec le format de sortie épisodique établi par Telltale original, qu'en termes de développement, ils verront une telle série comme un jeu complet du côté du développement : « Si nous publions le jeu par épisodes, ils seront tous prêts avant que le premier n'entre en magasin. »

### Édition
Bien que les licences pour les jeux et les jeux planifiés comme The Walking Dead et Stranger Things soient depuis restituées à leurs propriétaires d'origine, le nouveau Telltale conserve les licences de The Wolf Among Us et Batman, ainsi que la propriété intellectuelle de Puzzle Agent.  
Le nouveau Telltale a annoncé ses deux premières nouveautés en décembre 2019. Le premier était une réédition de Batman: The Telltale Series et Batman: The Enemy Within avec une nouvelle « Shadows Edition », sortie pour la première fois en décembre 2019. Cela comprenait les deux jeux et un nouveau filtre graphique de type noir, entre autres améliorations de la qualité de vie. Le filtre ajouté a également été rendu disponible comme payé du contenu téléchargeable pour ceux qui possédaient déjà le jeu.  
La deuxième annonce a été faite aux Game Awards 2019 pour The Wolf Among Us 2, une suite de The Wolf Among Us. 
Alors que l'ancien Telltale avait planifié et commencé à travailler sur une suite du jeu, tous les travaux avaient été annulés lorsque la société a fermé ses portes. Pour la suite relancée, le nouveau Telltale a fait appel à AdHoc Studio, un studio formé par d'anciens membres de Telltale, qui se concentrera sur la narration et la cinématique du jeu, tandis que Telltale s'occupera du gameplay et de la transition vers l'Unreal Engine,,. 